# Fredrik Isberg
Fredrik Georg Isberg (i riksdagen kallad Isberg i Norrtälje), född 19 juli 1813 i Jakob och Johannes församling, Stockholm, död där 30 mars 1874 (folkbokförd i Norrtälje församling, Stockholms län), var en svensk häradshövding och riksdagsledamot.
Isberg var häradshövding i Mellersta Roslags domsaga i Stockholms län. Han företrädde borgarståndet i Norrtälje, Skänninge och Östersund vid ståndsriksdagen 1862/63 samt i Norrtälje vid ståndsriksdagen 1865–1866. Han var därefter ledamot av riksdagens andra kammare 1867–1869 och 1871–1874 för Södertälje, Norrtälje, Vaxholms, Öregrunds, Östhammars och Sigtuna valkrets.